# Synopsis Chronike (Scutariota)
La Synopsis Chronike (in greco Σύνοψις Χρονικὴ?) è una cronaca universale del XIII secolo, dalla Creazione fino alla riconquista di Costantinopoli da parte dei Greci nel 1261. August Heisenberg ha dimostrato che è stata scritta dal metropolita di Cizico, Teodoro Scutariota, e da allora questa identificazione è stata generalmente accettata.
La cronaca si compone di due parti: la prima, che va dalla Creazione all'ascesa al trono di Alessio I Comneno nel 1081, è una cronaca tipica, mentre la seconda, dal 1081 al 1261, è un resoconto storico dettagliato. Una parte della seconda parte consiste in estratti di Niceta Coniata e Giorgio Acropolita, ma il materiale derivato da Acropolita include molte informazioni aggiuntive, che George Ostrogorsky ha scritto "danno alla cronaca il suo vero valore come fonte". La cronaca è stata curata e pubblicata per la prima volta dal bizantinista greco Konstandìnos Sàthas nel 1894 nella sua collana Biblioteca Medioevale (Μεσαιωνική Βιβλιοθήκη) ed è quindi talvolta nota come Sinossi di Sàthas.